# Anguilla marmorata
Anguilla marmorata är en fiskart som beskrevs av Jean René Constant Quoy och Joseph Paul Gaimard 1824. Anguilla marmorata ingår i släktet Anguilla och familjen egentliga ålar. IUCN kategoriserar arten globalt som livskraftig. Inga underarter finns listade i Catalogue of Life.

## Bildgalleri

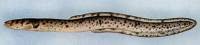
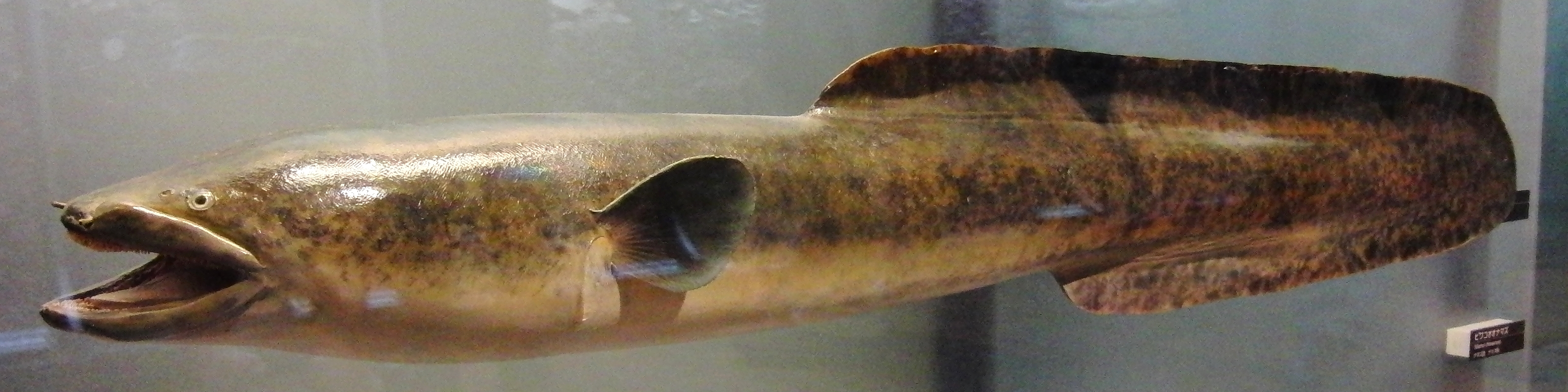
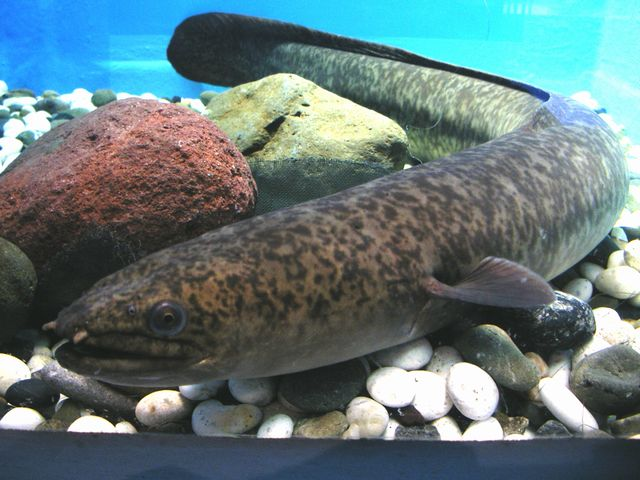